# Руфъс Сюъл
Руфъс Фредерик Сюъл (на английски: Rufus Frederik Sewell) е английски актьор. Участва във филми като „Градът на мрака“ (1998), „Като рицарите“ (2001), „Илюзионистът“ (2006), „Тристан и Изолда“ (2006) и „Херкулес“ (2014). Играе и в минисериалите „Арабски нощи“ (2000) и „Устоите на Земята“ (2010).

## Личен живот
Сюъл се е женил два пъти. Първата му съпруга е австралийската модна журналистка Ясмин Абдала. Двамата се женят през 1999 г. и се развеждат няколко седмици по-късно. Вторият му брак е със сценаристката и продуцент Ейми Гарднър, от която има един син – Уилям Дъглас Сюъл, роден през 2002 г. Разделят се в началото на 2006 г. и впоследствие се развеждат. Той има и една дъщеря.